# فردریش بنیامین فون لاتکه
فردریش بنیامین فون لاتکه (روسی: Фёдор Петро́вич Ли́тке؛ ۱۷ سپتامبر ۱۷۹۷ – ۲۸ اوت ۱۸۸۲) گردشگر، نویسنده، و پرسنل نظامی اهل امپراتوری روسیه بود.
وی همچنین برندهٔ جوایزی همچون نشان سنت جورج شده‌است.